# 通用电气44吨调车柴油机车
通用电气44吨调车柴油机车是由美国通用电气公司在1940年至1956年间生产的电力传动柴油机车。该机车设计用于工业和轻型调车任务，通常用来取代之前执行这些工作的蒸汽机车。
在1940年代的北美大陆，蒸汽机车向柴油机车的过渡才刚刚起步。相比蒸汽机车，柴油机车其中一样最大优势便是减少乘务人员的劳动强度，驾驶室里不再需要司炉加煤加水。当时的铁路工会试图保护蒸汽机车上的司炉职位。为此，其中一项措施就是在1937年提出的所谓「90,000磅规则」，规定在公共运输铁路上营运、重量达到或超过90,000磅（41,000公斤，即45短吨）的机车需要除工程师外另配一名司炉员；工业和军事铁路则不受此限。 44吨机车的设计正是为了规避这一要求 。达文波特机车厂（Davenport）和惠特科姆公司（Whitcomb）等其他制造商也因同样原因生产了44吨调车机车。
通用电气公司为美国的铁路公司及工业企业生产了276台该型机车，其中有4台在1944年出口至澳大利亚，10台出口至加拿大，10台出口至古巴，1台出口至多明尼加共和国，5台出口至法国，3台出口至印度，6台出口至墨西哥，5台出口至沙乌地阿拉伯，1台出口至瑞典，2台出口至千里达，10台出口至乌拉圭，57台为美国军队生产。至今仍有不少44吨机车在运行或展示于博物馆中。